# Système de vision en vol améliorée
Le système de vision en vol améliorée, en anglais Enhanced Flight Vision System (EFVS), est un système avionique embarqué qui projette au pilote une image reconstituée de la vue au devant de l'avion. Le système optique d’électronique avancée parvient à afficher une meilleure image que la vision humaine elle-même. L’image est obtenue avec une caméra infrarouge située à l’avant de l’avion.

## Systèmes principaux
Dans l’aviation d'affaires :
- l’EFVS de Gulfstream est une combination d’un afficheur tête haute Rockwell Collins et d’une caméra Kollsman (Elbit),
- l’EFVS des Global 5500 et 6500, ainsi que des Embraer Legacy 450 et Embraer Legacy 500 est basé sur un afficheur tête haute et une caméra de Rockwell Collins,
- le FalconEye de Dassault Aviation est basé sur un affichage tête haute et une caméra d’Elbit Systems.

Tous ces systèmes combinent vision améliorée et vision synthétique.
Les ATR 42 et ATR 72 sont équipés de l’affichage portatif Skylens d’Elbit et le système de vision ClearVision.

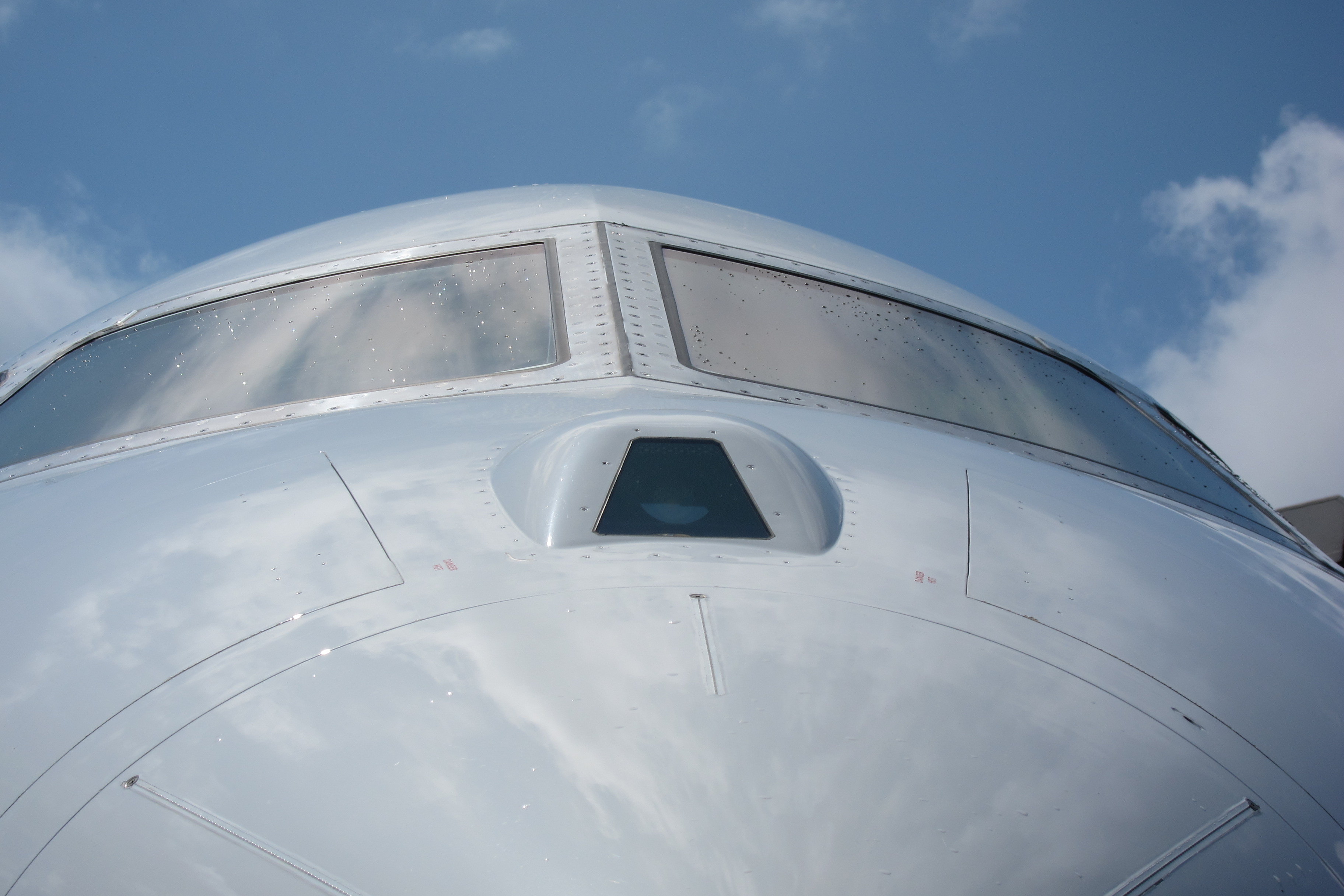
Caméra EFVS sur un Global 6000.
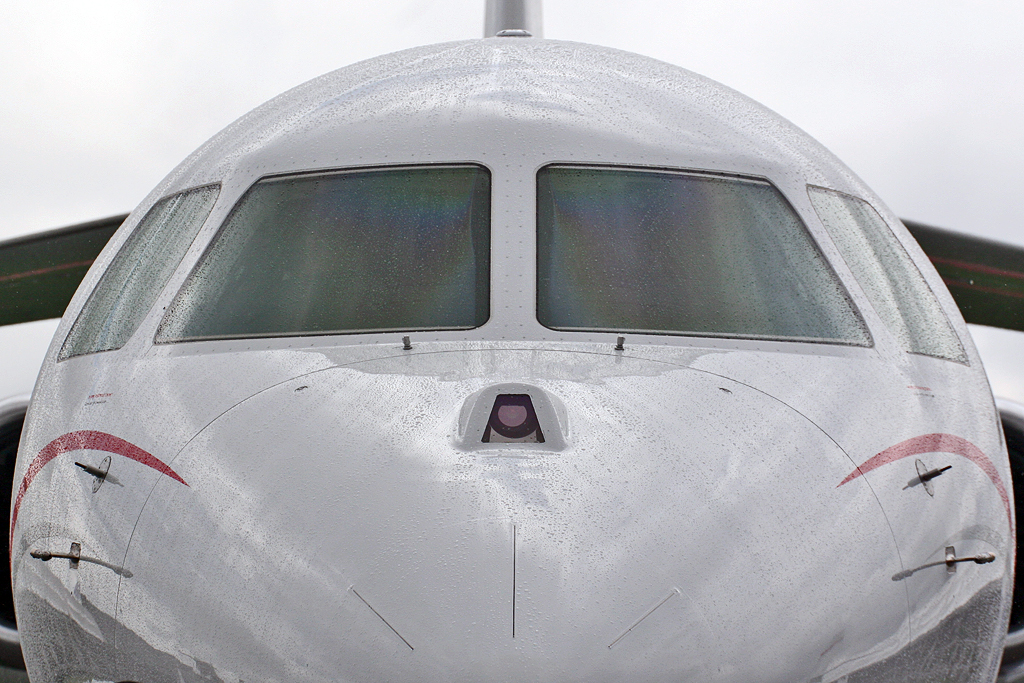
Dassault Falcon 7X
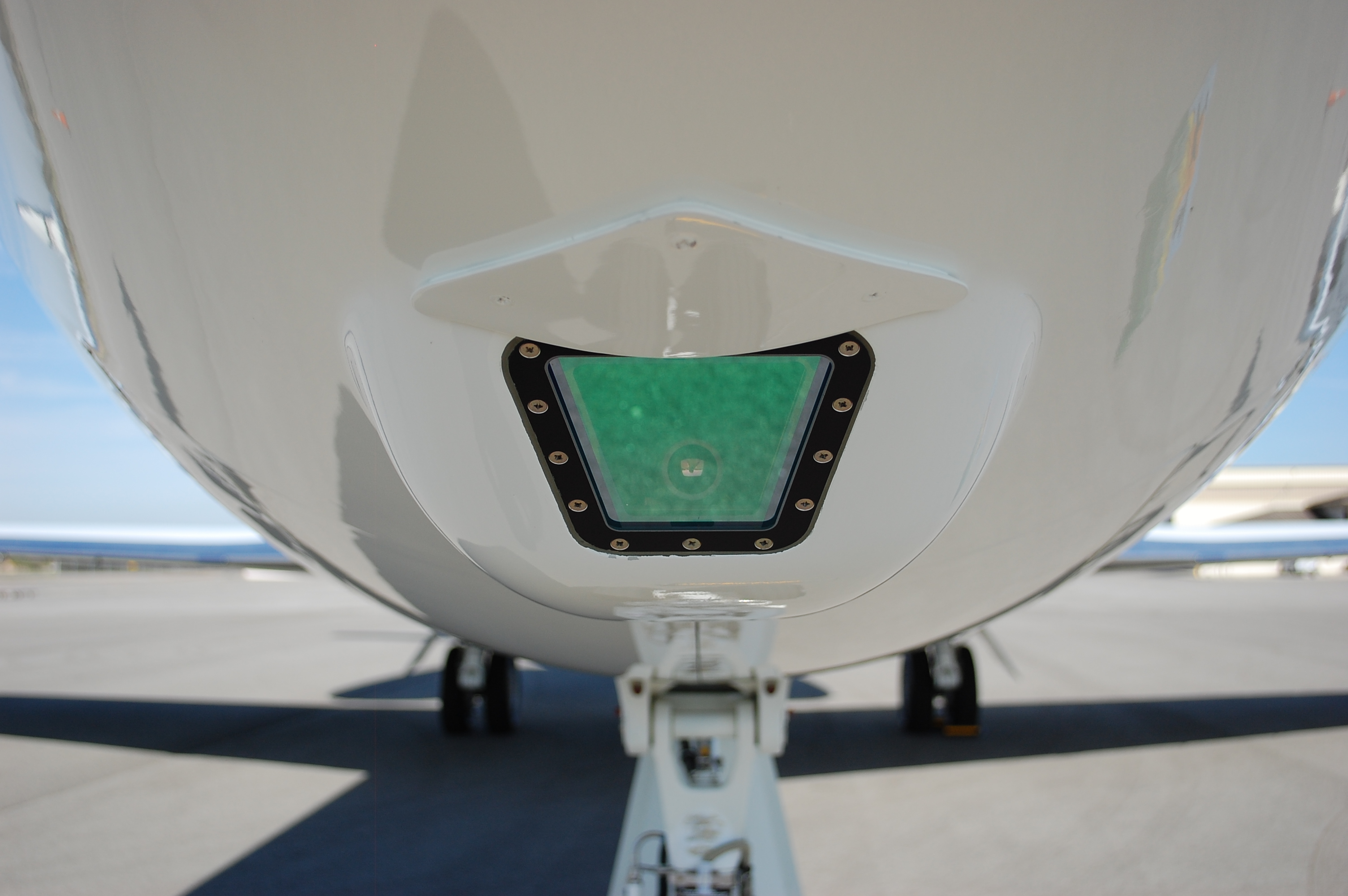
Caméra sur un Gulfstream G450.